# Bichleralm (Schneizlreuth)
Die Bichleralm oder Pichler Alm ist eine Alm in der Gemarkung Weißbacher Forst der Gemeinde Schneizlreuth.
Der Kaser der Bichleralm steht unter Denkmalschutz und ist unter der Nummer D-1-72-131-42 in die Bayerische Denkmalliste eingetragen.

## Baubeschreibung
Beim Kaser der Bichleralm handelt es sich um einen erdgeschossigen Bruchsteinbau mit Kniestock und Giebel in Rundholzblockbauweise, Flachsatteldach mit Legschindeldeckung. Teile des Gebäudes entstanden vermutlich bereits im 18. Jahrhundert.
Die Bichleralm ist zudem die einzig bekannte Alm, bei der die Bauweise des Zwiehofes auf einer Alm verwirklicht wurde.

## Heutige Nutzung
Zwischen Mai und Anfang Oktober ist die Alm bewirtet, bietet jedoch keine Übernachtungsmöglichkeit.

## Lage
Die Bichleralm befindet sich in den östlichen Chiemgauer Alpen auf einer Höhe von 848 m ü. NN. Die Bichleralm befindet sich nur wenige hundert Meter von der Harbachalm entfernt. Von Weißbach an der Alpenstraße aus erreicht man die Alm über die Reiterbrücke, den Waldbahnweg, entlang der Schwarzache, vorbei an der Bäckinger Klause und der Harbachalm. Die Alm liegt am sog. Klausenrundweg.